# Ponte Moscou
A Ponte Norte (em ucraniano: Північний міст) é uma estrutura em Kiev, Ucrânia, construída em 1976. É uma ponte estaiada, projetada pelo arquiteto A. V. Dobrovolsky e pelo engenheiro G. B. Fux, com a viga do vão principal sendo mantida por um conjunto de cabos de aço que são fixados a um pilão de 119 m de altura.

## Estrutura
A ponte é constituída por dois vãos: um largo de 816 m (2 677 pés) de comprimento e 31,4 m (103 ft) de largura sobre o Dniepre e um largo de 732 m (2 402 ft) de comprimento, 29,1 m (95 ft) de largura sobre o Desyonka, um afluente do Dnieper.
Trata-se de uma ponte importante na extremidade setentrional da pequena via de circunvalação de Kiev, ligando Petrivka aos bairros residenciais densamente povoados do nordeste. Desde o momento de sua construção a ponte foi construída como uma auto-estrada de alta velocidade, que permanece até hoje.